# Мюэнк, Алоизиус Джозеф
Алоизиус Джозеф Мюэнк (англ. Aloisius Joseph Muench; 18 февраля 1889, Милуоки, США — 15 февраля 1962, Рим, Италия) — американский кардинал. Епископ Фарго с 10 августа 1935 по 9 декабря 1959. Военный викарий-делегат Вооруженных Сил Соединенных Штатов Америки в Германии и апостольский визитатор в Германии в 1946—1949. Регент нунциатуры в Германии в 1949—1951. Апостольский нунций в Германии с 9 марта 1951 по 9 декабря 1959. Титулярный архиепископ Селимбрии с 9 по 14 декабря 1959. Кардинал-священник с титулом церкви с 14 декабря 1959, Сан-Бернардо-алле-Терме с 17 декабря 1959.